# 江戸綺談 甲州霊嶽党
『江戸綺談 甲州霊嶽党』（えどきだん こうしゅうれいがくとう）は、松本清張の時代小説。平賀源内を主人公とし、『週刊新潮』に連載されたが（1992年1月2日・9日合併号 - 5月14日号を最後に休載）、連載途中で著者が没したため、未完の作品となった。

## あらすじ
安永3年（1774年）四月半ばの或る日、日本橋塗師町に住む平賀源内のもとを、演劇の興行師の和泉屋直五郎と宗助が訪れる。二人は、かねてからの新作の脚本を源内に催促する。源内は、甲州を舞台とし武田信玄の登場する芝居の思案を語り、その饒舌は果てしがなかった。実は源内はもっか高松藩から再就職禁止の措置にあった身であり、老中の田沼意次に拠って、浪人暮しから脱けることを考えていた。
先立つ四月二日、江戸の豪商が集まる浅草新鳥越町の料理茶屋「八百善」で、源内は、長崎出島のオランダ人の又聞きから自分流に造った、医療用器械のエレキテルの実演にかかっていた。長崎に行ってエレキテルの仕掛けを調べると云う源内に、八百善のおかみは、男の似顔画を描くよう依頼する。おかみが昵懇にしている料理茶屋の娘・お咲が、恋男の彫金師・寅之助が姿を消したことから、その行方を探し出すため、似顔画を刷って配ると云っているという。
寅之助は歌舞伎役者の瀬川竹之丞に似ているということから、源内は、宗助を介して竹之丞と会おうとするが、竹之丞は、付人の卯兵衛と、甲州身延山詣りの最中であった。ところが、竹之丞の死体が、身延山の山奥の雨畑村で見つかったとの報らせが入る。
四月五日に浅草の家を出た竹之丞と卯兵衛は、島湯を経由して身延山に向かい、久遠寺を参詣、続いて七面山に泊まっていた。しかし、二人はその帰路に土砂降りで道に迷い、雨畑村に出たところを、謎の三人づれの襲撃に遭った。深手を負った卯兵衛は村人に助けられるが、四月二十二日に宗助が着いた頃には、竹之丞の死体は、いつの間にか消失していた。宗助は、すれ違った莨売りから「ここの山々には天狗が住んでいる」「すぐに江戸に帰ったほうがいいぜ」と警告される。
源内は、鉱山の開発にかかわった経験から、宗助が云う、雨畑村の「天狗」の正体におよその見当をつける。遭難の真相を探るため、甲州に入りこむことに興味をひかれながらも、六月のはじめ、源内は門人の村田三十郎を連れて長崎に向かう。20年前の留学以来の知り合いの、彭城東吉のもとに逗留しながら、源内は、オランダ商品の抜荷買いで儲けていると噂される、吉尾幸左衛門に接近する。吉尾の裏を掻いて、源内はオランダ船に乗り込み、特別扱いの飛行船を買い付けることに成功する。江戸に戻り、オランダ製の最新器械を納めて田沼意次を喜ばせることを考えていた源内に、意次の用人から呼び出しがあった。

## 主な登場人物
平賀源内（ひらがげんない）
ありあまる才知を持ち、オランダの学問は云うにおよばず、和漢の学、戯作、銅山や鉄山掘りなど次から次に手を出している。芝居作者用に福内鬼外（ふくちきがい）の雅号を使うほか、いくつもの別名を持つ。
和泉屋直五郎（いずみやなおごろう）
演劇の興行師。源内に脚本の執筆を催促している。
宗助（そうすけ）
竹之丞の番頭。芝居の三座の集まる木挽町に近い、味噌屋の路地に住んでいる。
瀬川竹之丞（せがわたけのじょう）
森田座出演の女形の歌舞伎役者。色男で人気がある。法華経の信者。
卯兵衛（うべえ）
竹之丞の身の回りを世話する付人。法華経の信者。
村田三十郎（むらたさんじゅうろう）
源内に心服している門人。才気があって少々剣術ができる。
吉尾幸左衛門（よしおこうざえもん）
長崎出島の紅毛大通辞（通訳）。幕府禁制のオランダ商品の抜荷買いに手を出しているとされる。
彭城東吉（さかきとうきち）
長崎出島の小通辞。源内が20年前に長崎でオランダ医学を勉強していた時以来の知り合い。

## エピソード
- 清張は連載直前の「前書き」として以下の文章を寄せている[1]。

- 清張は本作の連載開始の前年の夏、妻および長男夫婦と山梨県早川町の西山温泉を訪れている[2]。
- 本作の担当編集者の四方田隆は、『赤い氷河期』の次の素材として準備していたのは、ダイヤモンドの取引を行うデビアス社に関わるユダヤ系資本の謀略であったが、構想を練り直すため見送られ、本作が浮上したと回顧している[3]。一番最後に頼まれた取材は、江戸時代の将棋指しの話で、当時の将棋の定石を調べるということで、将棋会館で江戸時代の名人の棋譜をコピーして夕方清張に電話すると、あした届けてくれればいいよということで、夜に（当時講談社社長の野間佐和子の招きで柳橋に）出かけた際に清張が倒れたと述べている[4]。
- 連載は十八回を数え、すでに第十九回目の原稿も書き上げられていたが、清張が病気の回復後に重ねて目を通すことを想定し未発表となっていた。書きかけの第二十回目が絶筆となったが、第十九回目と第二十回目の原稿は著者没後に『週刊新潮』に掲載された[5]。